# Linaria tingitana
Linaria tingitana är en grobladsväxtart som beskrevs av Pierre Edmond Boissier och Reut.. Linaria tingitana ingår i släktet sporrar, och familjen grobladsväxter. Inga underarter finns listade i Catalogue of Life.